# Norodom Chantaraingsey

Hình Norodom Chantaraingsey trong bộ quân phục

Norodom Chantaraingsey (1924 hoặc 1926 – 1976?) là nhà dân tộc chủ nghĩa và thành viên hoàng tộc Campuchia. Ban đầu ông là người chỉ huy nhóm du kích kháng chiến chống thực dân Pháp, về sau trở thành viên tướng của Lực lượng Vũ trang Quốc gia Khmer (FANK) trong suốt cuộc nội chiến Campuchia, ngoài ra ông còn yêu thích việc kinh doanh và viết văn. Chantaraingsey được cho là đã bị giết chết khi chống lại Khmer Đỏ vào năm 1976 nhưng ngày mất hiện vẫn chưa rõ.

## Tiểu sử

### Thời thuộc địa
Hoàng thân Norodom Chantaraingsey, cháu ngoại vua Norodom xứ Campuchia và em họ của vua Norodom Suramarit, sinh năm 1926 tại thủ đô Phnôm Pênh. (như vậy trẻ hơn con trai của Suramarit, vua Sihanouk). Ông bắt đầu binh nghiệp vào thời kỳ Nhật Bản chiếm đóng Campuchia trong chiến tranh thế giới thứ hai. Tham gia lực lượng chống Pháp do người Nhật tài trợ dưới quyền Sơn Ngọc Thành. Sau khi chiến tranh kết thúc và Pháp tái lập nền bảo hộ. Chantaraingsey đã trốn sang Thái Lan và trở thành một trong số nhà lãnh đạo không cộng sản xuất chúng của Khmer Issarak. Lãnh đạo nhóm kháng chiến vũ trang trong tỉnh Kampong Speu, Kampong Thom như người đứng đầu một lực lượng dân quân tư nhân lớn. Năm 1949, ông tham gia Ủy ban Giải phóng Quốc gia Khmer với chức vụ Tổng tham mưu trưởng, trong khi từ năm 1951 ông kết giao với lực lượng của Sơn Ngọc Thành tại Siem Reap, mặc dù ông vẫn tiếp tục hoạt động như là một viên tư lệnh địa phương duy trì quân đội của riêng mình.

### Chiến tranh Đông Dương
Pol Pot đã mô tả Chantaraingsey, người có lúc chiến đấu chống lại người Pháp, Việt Minh và lực lượng Khmer trong hàng ngũ của họ, bản chất "phong kiến" trong quan điểm và người của ông ít hơn so với bọn cướp. Những người cộng sản đã có lúc cân nhắc chọn Chantaraingsey là ứng cử viên ưa thích của họ lên ngôi vua thay vì Sihanouk, nhưng ông tỏ ra quá thận trọng với ảnh hưởng của Việt Nam lên các cán bộ cộng sản.
Mặc dù có sự ganh đua cá nhân ông với Sihanouk và lập trường cộng hòa trên danh nghĩa của mình, Chantaraingsey đã gia nhập chính phủ sau khi Campuchia giành được độc lập dưới chế độ Sihanouk. Tuy nhiên, vì bị phát hiện đang lập âm mưu cùng với các thành viên khác trước đây của Issarak nhằm tiến hành một cuộc đảo chính chống lại Sihanouk, Chantaraingsey đã bị tước cấp bậc quân sự và tước vị hoàng gia đồng thời phải chịu cảnh tù đày. Trong suốt ba năm tù giam, ông dành thì giờ vào việc viết một số cuốn tiểu thuyết lãng mạn được đón nhận tích cực, ít lâu sau thì Chantaraingsey được phóng thích và tiếp tục tích luỹ một tài sản cá nhân lớn thông qua một loạt các dự án kinh doanh, đặc biệt là sau khi Sihanouk bổ nhiệm ông làm giám đốc sòng bạc nhà nước tại thủ đô.

### Tham gia FANK
Sau cuộc đảo chính năm 1970 lật đổ thành công chính quyền Sihanouk dẫn tới sự ra đời của nước Cộng hòa Khmer, trong thời kỳ này Chantaraingsey được tướng Lon Nol (sau này giữ chức Tổng thống) bổ nhiệm làm chỉ huy trưởng Lữ đoàn 13 của FANK (còn gọi là "Lữ đoàn Hổ" vì Chantaraingsey được sinh ra vào năm Dần) với cấp bậc Chuẩn tướng. Ông trở thành thống đốc quân sự tỉnh Kampong Speu và có lẽ là viên chỉ huy hữu hiệu nhất của FANK trong cuộc nội chiến tiếp theo. Cũng như những năm tham gia vào Issarak, Chantaraingsey dần dần biến địa bàn tỉnh về cơ bản là thái ấp cá nhân; ngoài việc thực hiện một chương trình bình định thành công, việc mua vũ khí của Mỹ từ các viên tướng nước láng giềng khiến lực lượng của ông trở nên quá mạnh có thể thách thức trực tiếp đến uy quyền của Lon Nol. Không giống như nhiều viên chỉ huy FANK ông luôn đảm bảo cho lính của ông được điều trị và ăn uống tốt cũng như việc trả lương đều đặn do đó mà nổi tiếng. Sau đó vào năm 1973, báo Der Spiegel cho biết chính Chantaraingsey đã sử dụng khẩu hiệu giả theo chủ nghĩa Mao, dùng binh lính của ông để xây dựng đường sá và kênh mương thủy lợi cho nông dân địa phương và lại nhận được một phần sản phẩm của họ.

### Mất tích
Sau khi Khmer Đỏ chiếm Phnôm Pênh vào ngày 17 tháng 4 năm 1975, Chantaraingsey cùng với quân đội của ông rút về khu vực xung quanh binh trạm trên đồi Kirirom, nơi ông vẫn còn sự ủng hộ đáng kể từ các nông dân địa phương để xây dựng một cứ điểm phòng thủ vững chắc, nhưng kể từ đó không còn mấy ai hay biết về tung tích của hoàng thân nữa. Một số tài liệu còn nói rõ ông bị giết chết trong khu vực này vào tháng 5 khi đang cố gắng trốn sang biên giới Thái Lan, nhưng số khác thì cho rằng ông vẫn còn sống và tiếp tục kháng chiến chống lại Khmer Đỏ, vào tháng 6 năm 1975, tại thời điểm đó, ông là chỉ huy một đội quân khoảng 2000 người trong dãy núi Cardamom. Các đơn vị không quân Lữ đoàn 13 FANK trong thực tế vẫn còn chiến đấu trong khu vực này vào cuối năm 1977. Cũng vào năm 1976 những tin đồn về hoạt động của ông vẫn còn tiếp tục tồn tại từ những người tị nạn chạy trốn khỏi Campuchia rằng lực lượng dưới quyền Chantaraingsey vẫn đang kháng cự tại Cardamoms. Ngày tháng chính xác về cái chết của Chantaraingsey vẫn còn là bí ẩn; một bản báo cáo tuyên bố rằng ông bị sát hại vào cuối năm 1975 gần Battambang trong khi cố gắng giải cứu bà vợ đang bị những thành viên của Khmer Đỏ giam giữ nhưng không thành công, trong khi một bản báo cáo khác đưa ra giả thuyết là có thể ông đã bị giết chết trong khi chiến đấu từ một chiếc APC trong dãy núi Dâmrei vào năm 1976.
Năm 1973, nhà thơ và nhà báo James Fenton đã được Chantaraingsey mời đến dự bữa tiệc trưa được tổ chức trên chiến trường; Fenton sử dụng các kinh nghiệm siêu thực trong một bài thơ nổi tiếng nhất của ông, Dead Soldiers (Tử Binh), lưu ý viên trợ lý của Chantaraingsey là một người anh em của Pol Pot.

### Đời tư
Chantaraingsey đã kết hôn với Sisowath Samanvoraphong, con gái vua Sisowath Monivong. Ngoài ra ông cũng là cha đẻ thực sự của Hoàng thân Naradipo, người bị thủ tiêu vào năm 1975. Cái tên riêng "Chantaraingsey" được bắt nguồn từ câu tụng kinh chant(r)a, "mặt trăng" và raingsey nghĩa là "tia sáng", lấy từ tiếng Phạn là Chandra Ruangsiri. 